# ΜTorrent
（或稱為或；缩写或）是Microsoft Windows跟Mac OS X作業系統下運行的BitTorrent客戶端程式，使用C++語言寫成，並且經過許多語言的本地化。此軟體設計為在運行時使用較少的系統資源（與BitComet和Vuze比較）。µTorrent因為其特別的設定、表現、穩定性和對老舊硬體以及舊版Microsoft Windows的支援受到許多一致的好評。µTorrent從2005年首次發表至今持續開發中。
2006年12月7日，µTorrent開發者路德維格·斯特里尤斯和BitTorrent公司執行長布萊姆·科亨宣佈公司已經完成对µTorrent的收购。

## µTorrent的讀音
µTorrent作者在2005年時寫道：「我通常會讀『you torrent』，因為µ看起來像u。」他並提供「microtorrent」和「mytorrent」作為候選讀音。符號µ，其實是希臘字母Mu的小寫，代表國際單位制「微」，意思是一百萬分之一（10-6），也代表µTorrent執行檔相當小。

## 特色
µTorrent通常使用不到2GB的記憶體，且其CPU使用率較低，程式甚至能在基于486處理器的主機上運行。
µTorrent的特色（部份僅Windows版提供）包括：
- µTP（自1.8.2版本提供初步支持，至2.0版本提供完整支持）
  - KTorrent 4.0起提供µTP支持
- 支援Magnet鏈接
- 支援Teredo／IPv6
- 支援通訊加密協定。
- 在Windows每個版本下都支援UPnP，不需要Windows XP的UPnP體制。
- 與其他的BitTorrent客户端進行节点交换（Peer Exchange, PEX）。
  - libtorrent以及基於其上的客戶端（如Deluge等）完全支援µTorrent來源交換。
  - KTorrent從2.1 RC1版本開始完全支援µTorrent來源交換。
  - Transmission和基于libTransmission的客戶端完整支持µTorrent來源交換。
  - Vuze（原名Azureus），自3.0.4.3版本開始支持µTorrent來源交換。
- RSS（"broadcatching"）。
- 以DHT方式達成無tracker支援，並且與官方版本的BitTorrent客戶端以及BitComet相容。
- 使用者可自訂的智慧型磁碟快取系統。
- 支援代理伺服器。
- HTTPS tracker支援。
- 可自訂頻寬排程。
- 可自訂搜尋列與圖示。
- 支援54種語言[6].
- 支援超級種子。
- 可自訂的用戶介面設計[7]
- 程式設定以及暫存檔存在單一資料夾內，可以放在隨身碟中使用。
- WebUI-目前處於測試階段的插件，允許用戶以網頁在一台電腦中運行和控制另一台電腦的μTorrent，無論是在整個網際網路或在一個局域網。
- 內建簡單的tracker可供作種，但是沒有可以查詢種子列表的網頁介面。不適合需要安全性或是大規模的應用。[8]
- µTorrent大部分的功能可以藉由Wine或是商業軟體Cedega在Linux下運作。
- Windows 95/98/Me下支援Unicode，避免使用Microsoft layer for Unicode這個比µTorrent大上好幾倍的程式。

### 被BitTorrent, Inc.收購
µTorrent在2006年11月7日被BitTorrent, Inc.收購，並且在官方論壇上公佈了此消息。目前µTorrent仍保有自己的網站和社群，而且也會保持不開放原始碼。µTorrent的作者Ludvig Strigeus將會繼續擔任技術顧問，不過程式主要的開發工作轉由BitTorrent, Inc.進行。

## 争议
由于捆绑广告软件，µTorrent一直备受争议，而在2018年4月，包括微软的Windows Defender、ESET的NOD32等安全软件已将µTorrent标记为“潜在的不受欢迎的程序”（Potentially Unwanted Application, PUA），对于此事件μTorrent的母公司BitTorrent表示他们的软件是符合Google与Clean Software Alliance标准的。

## 復活節彩蛋
此軟體中有兩個復活節彩蛋。在說明／關於µTorrent中，點選µTorrent圖示會發出特殊的音效。在關於µTorrent的視窗按下鍵盤上的T鍵會啟動µTris這個俄羅斯方塊遊戲。此外，在遊戲中按下P鍵可以暫停，此時遊戲畫面會填滿彩色的方塊。

## 外部連結
- 官方网站（繁體中文）
- 官方网站（简体中文）